# كأس هولندا 1983–84
كأس هولندا 1983–84 (بالهولندية: KNVB beker 1983/84)‏ هو الموسم 66 من كأس هولندا. أشرف على تنظيمه الاتحاد الملكي الهولندي لكرة القدم، وكان عدد الأندية المشاركة فيه 64، وفاز فيه فاينورد.